# Qualificazioni al campionato europeo femminile under 17 di calcio 2013
Tutte le 44 squadre iscritte partecipano al primo turno di qualificazione, formato da 11 gruppi di quattro squadre ciascuno. Le prime classificate di ogni gruppo e le migliori cinque seconde si qualificano per il secondo turno, che prevede 4 gruppi di quattro squadre ciascuno. Le vincenti di ogni gruppo si qualificano per la fase finale.

## Primo turno

### Gruppo 1
Giocato in Moldavia dal 19 al 24 ottobre 2012.
| Pos. | Squadra  | Pt | G | V | N | P | GF | GS | DR  |
| ---- | -------- | -- | - | - | - | - | -- | -- | --- |
| 1.   | Svizzera | 9  | 3 | 3 | 0 | 0 | 21 | 1  | +20 |
| 2.   | Belgio   | 6  | 3 | 2 | 0 | 1 | 18 | 2  | +16 |
| 3.   | Bulgaria | 3  | 3 | 1 | 0 | 2 | 1  | 20 | -19 |
| 4.   | Moldavia | 0  | 3 | 0 | 0 | 3 | 0  | 17 | -17 |

| Data       | Ora   | Partita  | Partita | Partita  |
| ---------- | ----- | -------- | ------- | -------- |
| 19-10-2012 | UTC+3 | Svizzera | 11 - 0  | Bulgaria |
| 19-10-2012 | UTC+3 | Belgio   | 8 - 0   | Moldavia |
| 21-10-2012 | UTC+3 | Svizzera | 8 - 0   | Moldavia |
| 21-10-2012 | UTC+3 | Bulgaria | 0 - 9   | Belgio   |
| 24-10-2012 | UTC+3 | Belgio   | 1 - 2   | Svizzera |
| 24-10-2012 | UTC+3 | Moldavia | 0 - 1   | Bulgaria |

### Gruppo 2
Giocato in Irlanda del Nord dal 10 al 15 settembre 2012.
| Pos. | Squadra          | Pt | G | V | N | P | GF | GS | DR  |
| ---- | ---------------- | -- | - | - | - | - | -- | -- | --- |
| 1.   | Irlanda del Nord | 7  | 3 | 2 | 1 | 0 | 5  | 1  | +4  |
| 2.   | Italia           | 6  | 3 | 2 | 0 | 1 | 9  | 2  | +7  |
| 3.   | Inghilterra      | 4  | 3 | 1 | 1 | 1 | 6  | 4  | +2  |
| 4.   | Israele          | 0  | 3 | 0 | 0 | 3 | 1  | 14 | -13 |

| Data      | Ora         | Partita          | Partita | Partita          |
| --------- | ----------- | ---------------- | ------- | ---------------- |
| 10-9-2012 | 14:30 UTC+1 | Italia           | 5 - 0   | Israele          |
| 10-9-2012 | 19:30 UTC+1 | Inghilterra      | 0 - 0   | Irlanda del Nord |
| 12-9-2012 | 14:00 UTC+1 | Inghilterra      | 5 - 0   | Israele          |
| 12-9-2012 | 19:30 UTC+1 | Irlanda del Nord | 1 - 0   | Italia           |
| 15-9-2012 | 19:30 UTC+1 | Italia           | 4 - 1   | Inghilterra      |
| 15-9-2012 | 19:30 UTC+1 | Israele          | 1 - 4   | Irlanda del Nord |

### Gruppo 3
Giocato in Lituania dal 1º al 6 ottobre 2012.
| Pos. | Squadra              | Pt | G | V | N | P | GF | GS | DR  |
| ---- | -------------------- | -- | - | - | - | - | -- | -- | --- |
| 1.   | Francia              | 9  | 3 | 3 | 0 | 0 | 22 | 0  | +22 |
| 2.   | Ungheria             | 4  | 3 | 1 | 1 | 1 | 12 | 8  | +4  |
| 3.   | Bosnia ed Erzegovina | 4  | 3 | 1 | 1 | 1 | 8  | 8  | 0   |
| 4.   | Lituania             | 0  | 3 | 0 | 0 | 3 | 0  | 26 | -26 |

| Data      | Ora         | Partita              | Partita | Partita              |
| --------- | ----------- | -------------------- | ------- | -------------------- |
| 1-10-2012 | 13:00 UTC+3 | Francia              | 5 - 0   | Bosnia ed Erzegovina |
| 1-10-2012 | 16:00 UTC+3 | Ungheria             | 9 - 0   | Lituania             |
| 3-10-2012 | 13:00 UTC+3 | Bosnia ed Erzegovina | 3 - 3   | Ungheria             |
| 3-10-2012 | 16:00 UTC+3 | Lituania             | 12 - 0  | Francia              |
| 6-10-2012 | 13:00 UTC+3 | Ungheria             | 0 - 5   | Francia              |
| 6-10-2012 | 13:00 UTC+3 | Lituania             | 0 - 5   | Bosnia ed Erzegovina |

### Gruppo 4
Giocato in Slovenia dal 6 all'11 settembre 2012.
| Pos. | Squadra   | Pt | G | V | N | P | GF | GS | DR  |
| ---- | --------- | -- | - | - | - | - | -- | -- | --- |
| 1.   | Rep. Ceca | 9  | 3 | 3 | 0 | 0 | 9  | 0  | +9  |
| 2.   | Islanda   | 6  | 3 | 2 | 0 | 1 | 8  | 3  | +5  |
| 3.   | Slovenia  | 3  | 3 | 1 | 0 | 2 | 3  | 7  | -4  |
| 4.   | Estonia   | 0  | 3 | 0 | 0 | 3 | 1  | 11 | -10 |

| Data      | Ora         | Partita   | Partita | Partita   |
| --------- | ----------- | --------- | ------- | --------- |
| 6-9-2012  | 16:30 UTC+2 | Rep. Ceca | 3 - 0   | Estonia   |
| 6-9-2012  | 16:30 UTC+2 | Islanda   | 3 - 0   | Slovenia  |
| 8-9-2012  | 16:30 UTC+2 | Rep. Ceca | 4 - 0   | Slovenia  |
| 8-9-2012  | 16:30 UTC+2 | Estonia   | 1 - 5   | Islanda   |
| 11-9-2012 | 16:30 UTC+2 | Slovenia  | 3 - 0   | Estonia   |
| 11-9-2012 | 16:30 UTC+2 | Islanda   | 0 - 2   | Rep. Ceca |

### Gruppo 5
Giocato in Macedonia dal 29 settembre al 4 ottobre 2012.
| Pos. | Squadra   | Pt | G | V | N | P | GF | GS | DR  |
| ---- | --------- | -- | - | - | - | - | -- | -- | --- |
| 1.   | Danimarca | 9  | 3 | 3 | 0 | 0 | 12 | 0  | +12 |
| 2.   | Serbia    | 6  | 3 | 2 | 0 | 1 | 7  | 8  | -1  |
| 3.   | Scozia    | 3  | 3 | 1 | 0 | 2 | 9  | 5  | +4  |
| 4.   | Macedonia | 0  | 3 | 0 | 0 | 3 | 0  | 15 | -15 |

| Data      | Ora         | Partita   | Partita | Partita   |
| --------- | ----------- | --------- | ------- | --------- |
| 29-9-2012 | 15:00 UTC+2 | Danimarca | 4 - 0   | Macedonia |
| 29-9-2012 | 15:00 UTC+2 | Scozia    | 2 - 3   | Serbia    |
| 1-10-2012 | 15:00 UTC+2 | Danimarca | 6 - 0   | Serbia    |
| 1-10-2012 | 15:00 UTC+2 | Macedonia | 0 - 7   | Scozia    |
| 4-10-2012 | 15:00 UTC+2 | Scozia    | 0 - 2   | Danimarca |
| 4-10-2012 | 15:00 UTC+2 | Serbia    | 4 - 0   | Macedonia |

### Gruppo 6
Giocato in Austria dal 30 ottobre al 3 novembre 2012.
| Pos. | Squadra     | Pt | G | V | N | P | GF | GS | DR  |
| ---- | ----------- | -- | - | - | - | - | -- | -- | --- |
| 1.   | Svezia      | 7  | 3 | 2 | 1 | 0 | 18 | 3  | +15 |
| 2.   | Austria     | 7  | 3 | 2 | 1 | 0 | 16 | 3  | +13 |
| 3.   | Azerbaigian | 3  | 3 | 1 | 0 | 2 | 8  | 11 | -3  |
| 4.   | Croazia     | 0  | 3 | 0 | 0 | 3 | 0  | 25 | -25 |

| Data       | Ora         | Partita     | Partita | Partita     |
| ---------- | ----------- | ----------- | ------- | ----------- |
| 30-10-2012 | 11:00 UTC+1 | Svezia      | 9 - 0   | Croazia     |
| 30-10-2012 | 15:00 UTC+1 | Austria     | 4 - 1   | Azerbaigian |
| 1-11-2012  | 11:00 UTC+1 | Svezia      | 7 - 1   | Azerbaigian |
| 1-11-2012  | 15:00 UTC+1 | Croazia     | 0 - 10  | Austria     |
| 3-11-2012  | 15:00 UTC+1 | Azerbaigian | 6 - 0   | Croazia     |
| 3-11-2012  | 15:00 UTC+1 | Austria     | 2 - 2   | Svezia      |

### Gruppo 7
Giocato in Grecia dal 29 ottobre al 3 novembre 2012.
| Pos. | Squadra  | Pt | G | V | N | P | GF | GS | DR  |
| ---- | -------- | -- | - | - | - | - | -- | -- | --- |
| 1.   | Germania | 7  | 3 | 2 | 1 | 0 | 13 | 2  | +11 |
| 2.   | Russia   | 6  | 3 | 2 | 0 | 1 | 9  | 9  | 0   |
| 3.   | Grecia   | 4  | 3 | 1 | 1 | 1 | 3  | 3  | 0   |
| 4.   | Romania  | 0  | 3 | 0 | 0 | 3 | 1  | 12 | -11 |

| Data       | Ora         | Partita  | Partita | Partita  |
| ---------- | ----------- | -------- | ------- | -------- |
| 29-10-2012 | 13:30 UTC+2 | Russia   | 6 - 1   | Romania  |
| 29-10-2012 | 15:30 UTC+2 | Germania | 1 - 1   | Grecia   |
| 31-10-2012 | 13:30 UTC+2 | Germania | 5 - 0   | Romania  |
| 31-10-2012 | 15:30 UTC+2 | Grecia   | 1 - 2   | Russia   |
| 3-11-2012  | 14:00 UTC+2 | Russia   | 1 - 7   | Germania |
| 3-11-2012  | 14:00 UTC+2 | Romania  | 0 - 1   | Grecia   |

### Gruppo 8
Giocato nei Paesi Bassi dal 20 al 25 ottobre 2012.
| Pos. | Squadra     | Pt | G | V | N | P | GF | GS | DR  |
| ---- | ----------- | -- | - | - | - | - | -- | -- | --- |
| 1.   | Paesi Bassi | 9  | 3 | 3 | 0 | 0 | 42 | 0  | +42 |
| 2.   | Montenegro  | 6  | 3 | 2 | 0 | 1 | 5  | 16 | -11 |
| 3.   | Ucraina     | 3  | 3 | 1 | 0 | 2 | 6  | 17 | -11 |
| 4.   | Kazakistan  | 0  | 3 | 0 | 0 | 3 | 1  | 21 | -20 |

| Data       | Ora         | Partita     | Partita | Partita     |
| ---------- | ----------- | ----------- | ------- | ----------- |
| 20-10-2012 | 14:30 UTC+2 | Paesi Bassi | 15 - 0  | Montenegro  |
| 20-10-2012 | 16:30 UTC+2 | Ucraina     | 6 - 0   | Kazakistan  |
| 22-10-2012 | 14:30 UTC+2 | Montenegro  | 1 - 0   | Ucraina     |
| 22-10-2012 | 16:30 UTC+2 | Paesi Bassi | 11 - 0  | Kazakistan  |
| 25-10-2012 | 15:00 UTC+2 | Ucraina     | 0 - 16  | Paesi Bassi |
| 25-10-2012 | 15:00 UTC+2 | Kazakistan  | 1 - 4   | Montenegro  |

### Gruppo 9
Giocato in Bielorussia dal 1º al 6 ottobre 2012.
| Pos. | Squadra     | Pt | G | V | N | P | GF | GS | DR  |
| ---- | ----------- | -- | - | - | - | - | -- | -- | --- |
| 1.   | Irlanda     | 9  | 3 | 3 | 0 | 0 | 12 | 1  | +11 |
| 2.   | Finlandia   | 6  | 3 | 2 | 0 | 1 | 15 | 2  | +13 |
| 3.   | Bielorussia | 3  | 3 | 1 | 0 | 2 | 4  | 7  | -3  |
| 4.   | Georgia     | 0  | 3 | 0 | 0 | 3 | 1  | 22 | -21 |

| Data      | Ora         | Partita     | Partita | Partita     |
| --------- | ----------- | ----------- | ------- | ----------- |
| 1-10-2012 | 15:00 UTC+3 | Irlanda     | 3 - 0   | Bielorussia |
| 1-10-2012 | 15:00 UTC+3 | Finlandia   | 11 - 0  | Georgia     |
| 3-10-2012 | 15:00 UTC+3 | Irlanda     | 7 - 0   | Georgia     |
| 3-10-2012 | 15:00 UTC+3 | Bielorussia | 0 - 3   | Finlandia   |
| 6-10-2012 | 15:00 UTC+3 | Finlandia   | 1 - 2   | Irlanda     |
| 6-10-2012 | 15:00 UTC+3 | Georgia     | 1 - 4   | Bielorussia |

### Gruppo 10
Giocato in Lettonia dal 28 agosto al 2 settembre 2012.
| Pos. | Squadra  | Pt | G | V | N | P | GF | GS | DR  |
| ---- | -------- | -- | - | - | - | - | -- | -- | --- |
| 1.   | Norvegia | 9  | 3 | 3 | 0 | 0 | 18 | 1  | +17 |
| 2.   | Turchia  | 6  | 3 | 2 | 0 | 1 | 4  | 5  | -1  |
| 3.   | Galles   | 3  | 3 | 1 | 0 | 2 | 4  | 7  | -3  |
| 4.   | Lettonia | 0  | 3 | 0 | 0 | 3 | 0  | 13 | -13 |

| Data      | Ora         | Partita  | Partita | Partita  |
| --------- | ----------- | -------- | ------- | -------- |
| 28-8-2012 | 13:00 UTC+3 | Galles   | 0 - 2   | Turchia  |
| 28-8-2012 | 19:00 UTC+3 | Norvegia | 8 - 0   | Lettonia |
| 30-8-2012 | 13:00 UTC+3 | Norvegia | 5 - 1   | Turchia  |
| 30-8-2012 | 19:00 UTC+3 | Lettonia | 0 - 4   | Galles   |
| 2-9-2012  | 17:00 UTC+3 | Galles   | 0 - 5   | Norvegia |
| 2-9-2012  | 17:00 UTC+3 | Turchia  | 1 - 0   | Lettonia |

### Gruppo 11
Giocato in Slovacchia dal 3 all'8 settembre 2012.
| Pos. | Squadra    | Pt | G | V | N | P | GF | GS | DR  |
| ---- | ---------- | -- | - | - | - | - | -- | -- | --- |
| 1.   | Spagna     | 9  | 3 | 3 | 0 | 0 | 15 | 0  | +15 |
| 2.   | Polonia    | 6  | 3 | 2 | 0 | 1 | 7  | 3  | +4  |
| 3.   | Slovacchia | 3  | 3 | 1 | 0 | 2 | 4  | 9  | -5  |
| 4.   | Fær Øer    | 0  | 3 | 0 | 0 | 3 | 1  | 15 | -14 |

| Data     | Ora         | Partita    | Partita | Partita    |
| -------- | ----------- | ---------- | ------- | ---------- |
| 3-9-2012 | 11:00 UTC+2 | Spagna     | 8 - 0   | Fær Øer    |
| 3-9-2012 | 16:30 UTC+2 | Polonia    | 4 - 0   | Slovacchia |
| 5-9-2012 | 11:00 UTC+2 | Spagna     | 4 - 0   | Slovacchia |
| 5-9-2012 | 16:30 UTC+2 | Fær Øer    | 0 - 3   | Polonia    |
| 8-9-2012 | 11:00 UTC+2 | Polonia    | 0 - 3   | Spagna     |
| 8-9-2012 | 11:00 UTC+2 | Slovacchia | 4 - 1   | Fær Øer    |

### Confronto tra le seconde classificate
Si tiene conto solo dei risultati ottenuti contro la prima e la terza classificata del girone.
| Gr. | Squadra    | Pt | G | V | N | P | GF | GS | DR  |
| --- | ---------- | -- | - | - | - | - | -- | -- | --- |
| 6   | Austria    | 4  | 2 | 1 | 1 | 0 | 6  | 3  | +3  |
| 1   | Belgio     | 3  | 2 | 1 | 0 | 1 | 10 | 2  | +8  |
| 2   | Italia     | 3  | 2 | 1 | 0 | 1 | 4  | 2  | +2  |
| 9   | Finlandia  | 3  | 2 | 1 | 0 | 1 | 4  | 2  | +2  |
| 11  | Polonia    | 3  | 2 | 1 | 0 | 1 | 4  | 3  | +1  |
| 4   | Islanda    | 3  | 2 | 1 | 0 | 1 | 3  | 2  | +1  |
| 10  | Turchia    | 3  | 2 | 1 | 0 | 1 | 3  | 5  | -2  |
| 7   | Russia     | 3  | 2 | 1 | 0 | 1 | 3  | 8  | -5  |
| 5   | Serbia     | 3  | 2 | 1 | 0 | 1 | 3  | 8  | -5  |
| 8   | Montenegro | 3  | 2 | 1 | 0 | 1 | 1  | 15 | -14 |
| 3   | Ungheria   | 1  | 2 | 0 | 1 | 1 | 3  | 8  | -5  |

## Secondo turno

### Gruppo 1
Giocato in Belgio.
| Pos. | Squadra     | Pt | G | V | N | P | GF | GS | DR |
| ---- | ----------- | -- | - | - | - | - | -- | -- | -- |
| 1.   | Belgio      | 5  | 3 | 1 | 2 | 0 | 4  | 1  | +3 |
| 2.   | Danimarca   | 5  | 3 | 1 | 2 | 0 | 5  | 4  | +1 |
| 3.   | Germania    | 4  | 3 | 1 | 1 | 1 | 6  | 3  | +3 |
| 4.   | Paesi Bassi | 1  | 3 | 0 | 1 | 2 | 3  | 10 | -7 |

| Data     | Ora         | Partita     | Partita | Partita     |
| -------- | ----------- | ----------- | ------- | ----------- |
| 7-3-2013 | 16:00 UTC+1 | Danimarca   | 1 - 1   | Belgio      |
| 7-3-2013 | 19:00 UTC+1 | Paesi Bassi | 1 - 5   | Germania    |
| 9-3-2013 | 16:00 UTC+1 | Germania    | 1 - 2   | Danimarca   |
| 9-3-2013 | 19:00 UTC+1 | Paesi Bassi | 0 - 3   | Belgio      |
| 3-4-2013 | 12:00 UTC+2 | Belgio      | 0 - 0   | Germania    |
| 3-4-2013 | 12:00 UTC+2 | Danimarca   | 2 - 2   | Paesi Bassi |

### Gruppo 2
Giocato in Austria.
| Pos. | Squadra  | Pt | G | V | N | P | GF | GS | DR |
| ---- | -------- | -- | - | - | - | - | -- | -- | -- |
| 1.   | Polonia  | 7  | 3 | 2 | 1 | 0 | 6  | 2  | +4 |
| 2.   | Austria  | 4  | 3 | 1 | 1 | 1 | 5  | 4  | +1 |
| 3.   | Norvegia | 4  | 3 | 1 | 1 | 1 | 2  | 3  | -1 |
| 4.   | Irlanda  | 1  | 3 | 0 | 1 | 2 | 2  | 6  | -4 |

| Data      | Ora         | Partita  | Partita | Partita  |
| --------- | ----------- | -------- | ------- | -------- |
| 27-3-2013 | 13:30 UTC+1 | Irlanda  | 1 - 2   | Polonia  |
| 27-3-2013 | 18:30 UTC+1 | Norvegia | 2 - 0   | Austria  |
| 29-3-2013 | 11:00 UTC+1 | Norvegia | 0 - 3   | Polonia  |
| 29-3-2013 | 18:30 UTC+1 | Austria  | 4 - 1   | Irlanda  |
| 14-4-2013 | UTC+2       | Irlanda  | 0 - 0   | Norvegia |
| 14-4-2013 | UTC+2       | Polonia  | 1 - 1   | Austria  |

### Gruppo 3
Giocato in Francia.
| Pos. | Squadra          | Pt | G | V | N | P | GF | GS | DR |
| ---- | ---------------- | -- | - | - | - | - | -- | -- | -- |
| 1.   | Spagna           | 7  | 3 | 2 | 1 | 0 | 6  | 1  | +5 |
| 2.   | Francia          | 7  | 3 | 2 | 1 | 0 | 6  | 2  | +4 |
| 3.   | Irlanda del Nord | 3  | 3 | 1 | 0 | 2 | 2  | 5  | -3 |
| 4.   | Finlandia        | 0  | 3 | 0 | 0 | 3 | 0  | 6  | -6 |

| Data      | Ora         | Partita          | Partita | Partita          |
| --------- | ----------- | ---------------- | ------- | ---------------- |
| 24-3-2013 | 16:00 UTC+1 | Francia          | 3 - 1   | Irlanda del Nord |
| 24-3-2013 | 18:00 UTC+1 | Spagna           | 3 - 0   | Finlandia        |
| 26-3-2013 | 16:00 UTC+1 | Francia          | 2 - 0   | Finlandia        |
| 26-3-2013 | 18:00 UTC+1 | Irlanda del Nord | 0 - 2   | Spagna           |
| 29-3-2013 | 16:00 UTC+1 | Spagna           | 1 - 1   | Francia          |
| 29-3-2013 | 16:00 UTC+1 | Finlandia        | 0 - 1   | Irlanda del Nord |

### Gruppo 4
Giocato in Repubblica Ceca.
| Pos. | Squadra   | Pt | G | V | N | P | GF | GS | DR |
| ---- | --------- | -- | - | - | - | - | -- | -- | -- |
| 1.   | Svezia    | 6  | 3 | 2 | 0 | 1 | 3  | 2  | +1 |
| 2.   | Rep. Ceca | 4  | 3 | 1 | 1 | 1 | 5  | 4  | +1 |
| 3.   | Italia    | 4  | 3 | 1 | 1 | 1 | 4  | 4  | 0  |
| 4.   | Svizzera  | 3  | 3 | 1 | 0 | 2 | 2  | 4  | -2 |

| Data      | Ora         | Partita   | Partita | Partita   |
| --------- | ----------- | --------- | ------- | --------- |
| 9-4-2013  | 13:00 UTC+2 | Svizzera  | 0 - 1   | Svezia    |
| 9-4-2013  | 16:00 UTC+2 | Rep. Ceca | 2 - 2   | Italia    |
| 11-4-2013 | 13:00 UTC+2 | Svezia    | 2 - 1   | Rep. Ceca |
| 11-4-2013 | 16:00 UTC+2 | Svizzera  | 2 - 1   | Italia    |
| 14-4-2013 | 16:00 UTC+2 | Rep. Ceca | 2 - 0   | Svizzera  |
| 14-4-2013 | 16:00 UTC+2 | Italia    | 1 - 0   | Svezia    |